# Jan Krzysztof Glaubitz

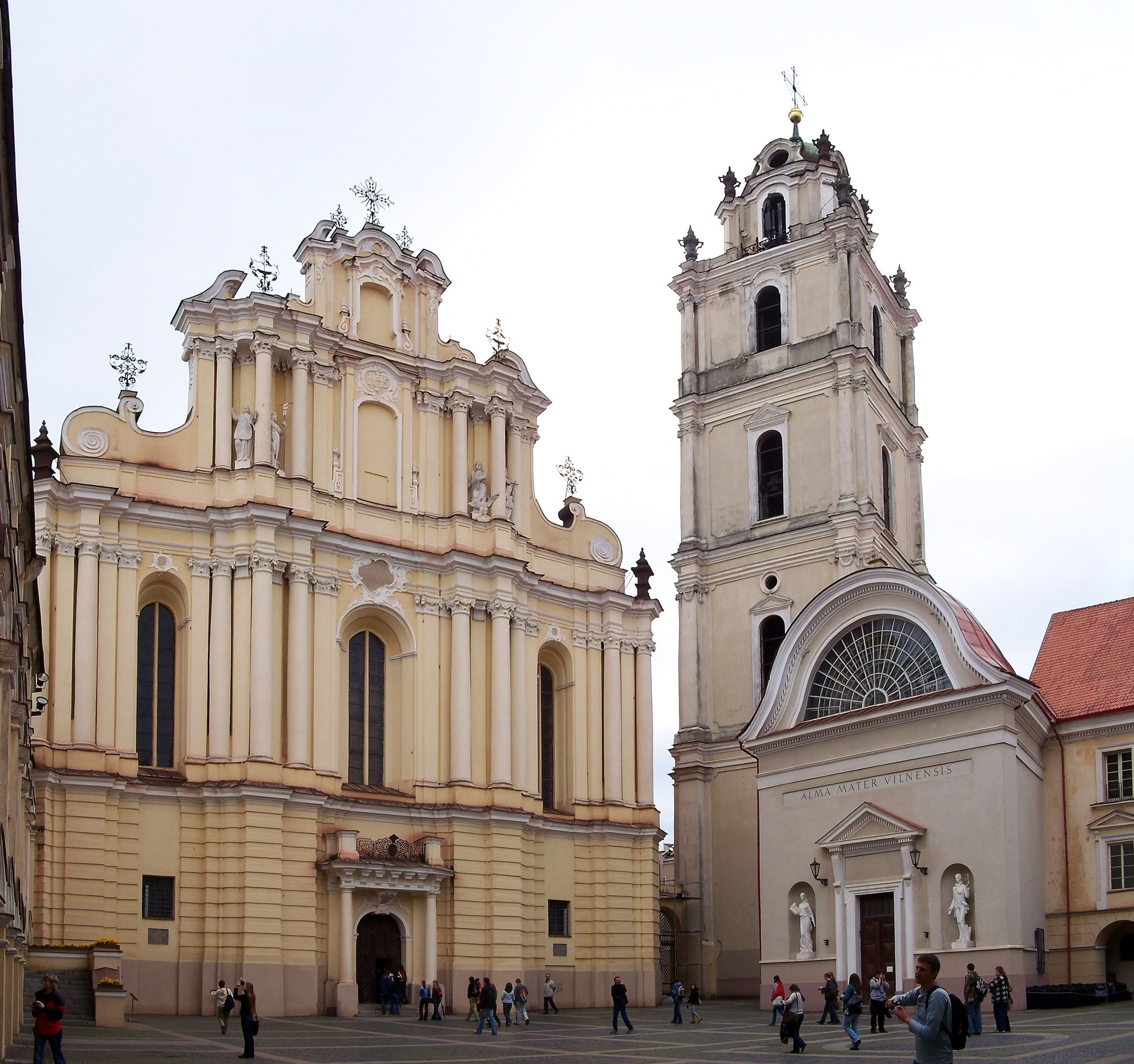
Kościół św. Jana Chrzciciela i św. Jana Apostoła i Ewangelisty w Wilnie

Jan Krzysztof Glaubitz (niem. Johann Christoph Glaubitz; ur. ok. 1700 na Śląsku, zm. 30 marca 1767 w Wilnie) – architekt niemieckiego pochodzenia, przedstawiciel późnego baroku, od 1737 działał w Wilnie; luteranin.
Urodził się prawdopodobnie na Śląsku (wg innego poglądu w którymś z miast Prus Królewskich, być może były to: Chełmno, Elbląg lub Toruń). W latach 1732–1733 był czeladnikiem murarskim w Gdańsku u mistrza Gottfryda Forstera. W 1737 roku wzmiankowany jest w Wilnie jeszcze jako prosty murarz. Stopień mistrzowski osiągnął zapewne około 1736-1737.
Pierwsze jego potwierdzone dzieło to odbudowa kościoła ewangelickiego w Wilnie w latach 1739–1743.

## Dzieła
- odbudowa po pożarze kościoła ewangelickiego w Wilnie, lata 1739-1743[2]
- pałac Antoniego Michała Paca w Jeźnie,
- pałac w Struniu w 1749[4],
- kościół w Stołowiczach (po Józefie Fontanie od 1743) oraz ołtarz w tym kościele[2],
- po pożarach w latach 1737, 1748 i 1749 odbudowywał domy mieszkalne Wilna,
- odbudowany kościół św. Katarzyny w Wilnie (1741-1744) i Kaplica Opatrzności w 1746[2],
- kopuła i szczyty kościoła Wizytek pw. Serca Jezusowego w Wilnie
- od 1748 roku fasada kościoła św. Jana Chrzciciela i św. Jana Ewangelisty w Wilnie (jako murarz pracował przy kościele wcześniej w latach 1739–1743)[2],
- restauracja kościoła św. Anny w Wilnie (1747); m.in. budowa trzech barokowych ołtarzy,
- ikonostas w cerkwi Świętego Ducha w Wilnie; umowa z 1753, projekt z 1761[2],
- fasada, szczyt, ambona i ołtarz główny w Soborze unickim w Połocku (1738–1765)[5],
- Kościół Świętego Ducha w Wilnie, w tym kopuła i szczyty (1753–1770)[2], ołtarze zaprojektował w latach 1775–1776 Franciszek Ignacy Hoffer,
- kościół Dominikanów w Zabiałłach-Wołyńcach w 1749 roku, ale bez wież zbudowanych w latach 1764–1766[2]
- projekt kopuły kościoła św. Kazimierza w Wilnie (autorstwo niepewne, jej autorem był raczej Tomasz Żebrowski),
- kościół jezuitów w Dyneburgu (Dźwińsku) na Łotwie (autorstwo niepewne, kościół nie istnieje),
- pałac Łopacińskich (Olizarów) w Wilnie (zaułek Bernardyński),
- kopuła kościoła Jezuitów pw. św Józefa w Witebsku (1760)
- klasztor Bazylianów w Wilnie po 1761 (bez Bramki Bazyliańskiej przypuszczalnie projektu Antonio Paracca)[2].
- Pałac arcybiskupów prawosławnych w Mohylewie(inne języki) (1772–1785)

## Galeria - potwierdzone atrybucje

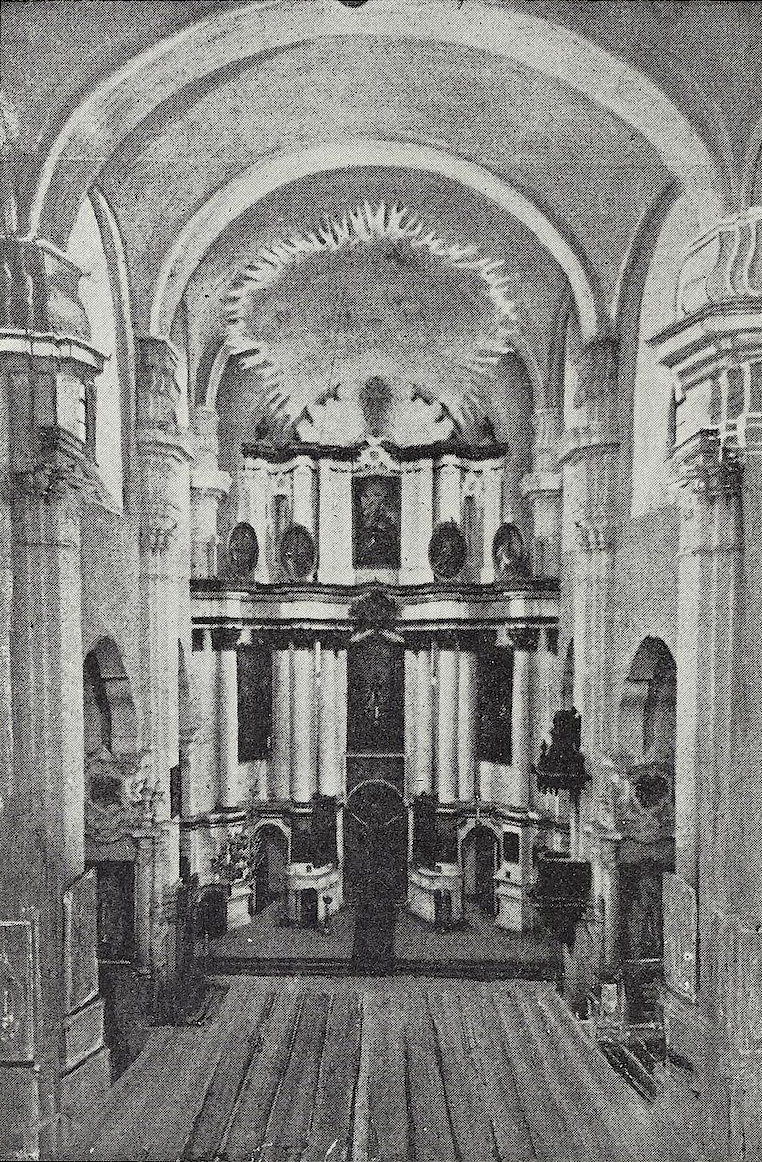
Połock - ołtarz główny
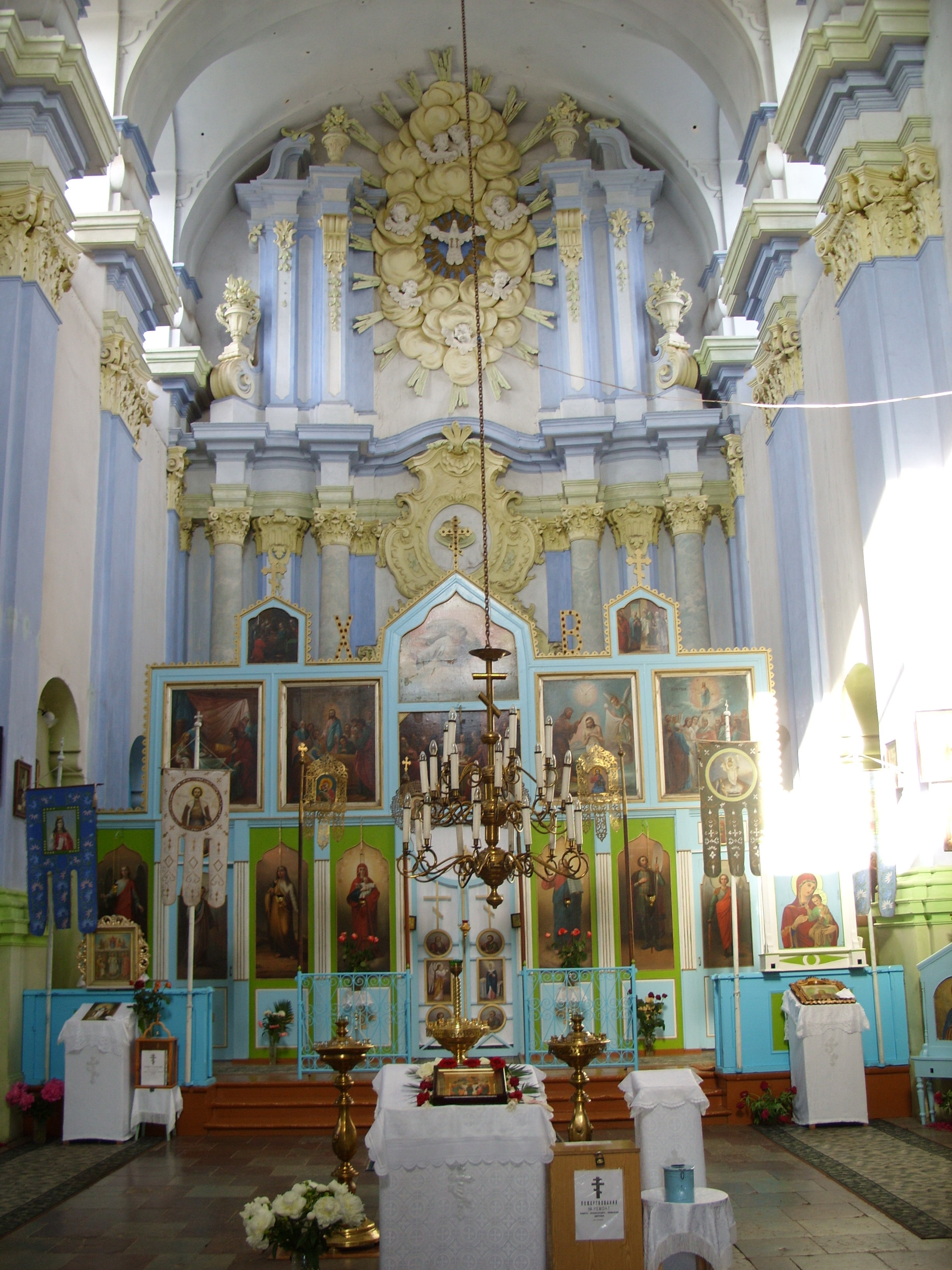
Stołowicze - ołtarz główny (za ikonostasem)
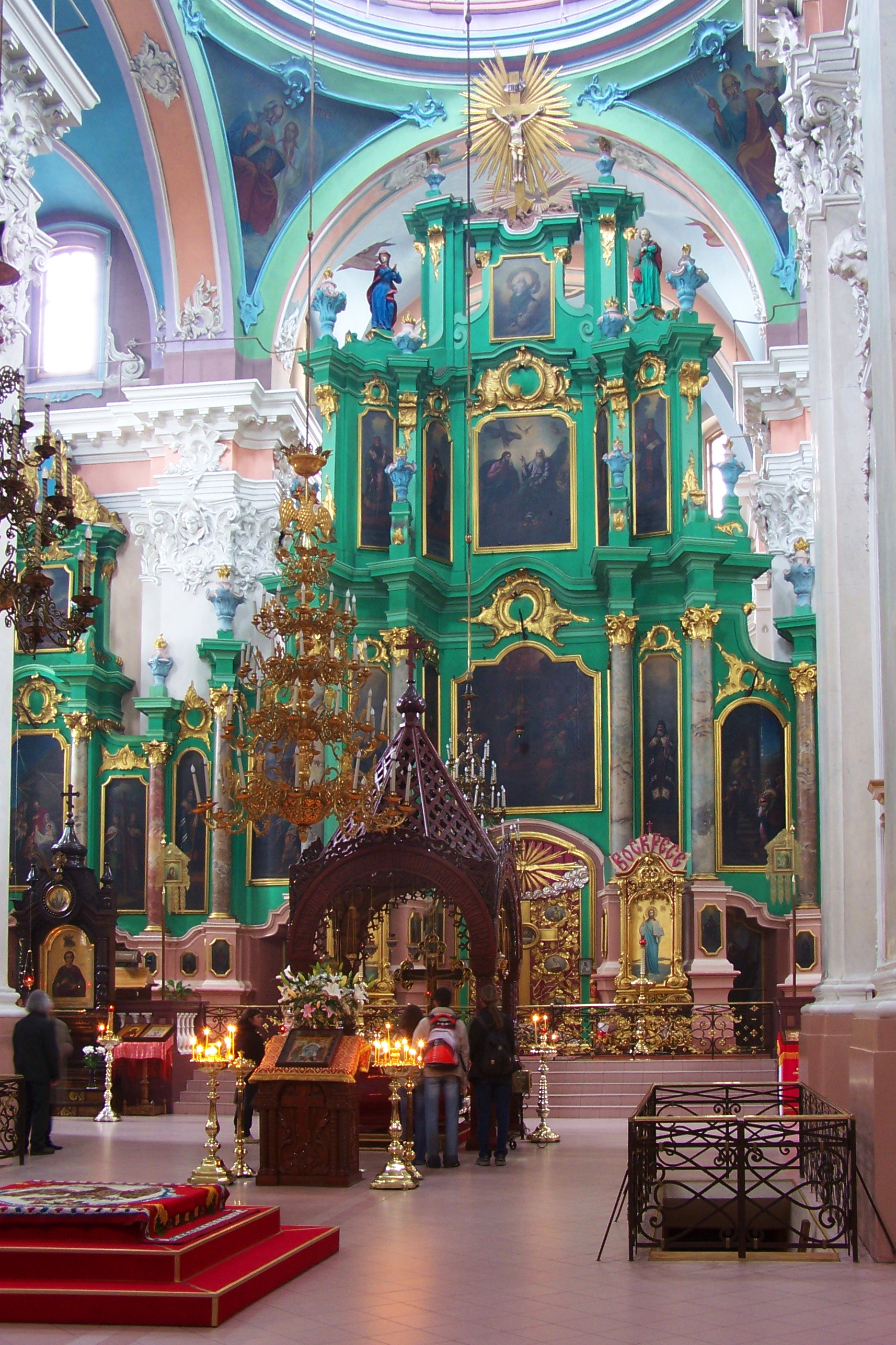
Wilno - ołtarz w cerkwi św. Ducha
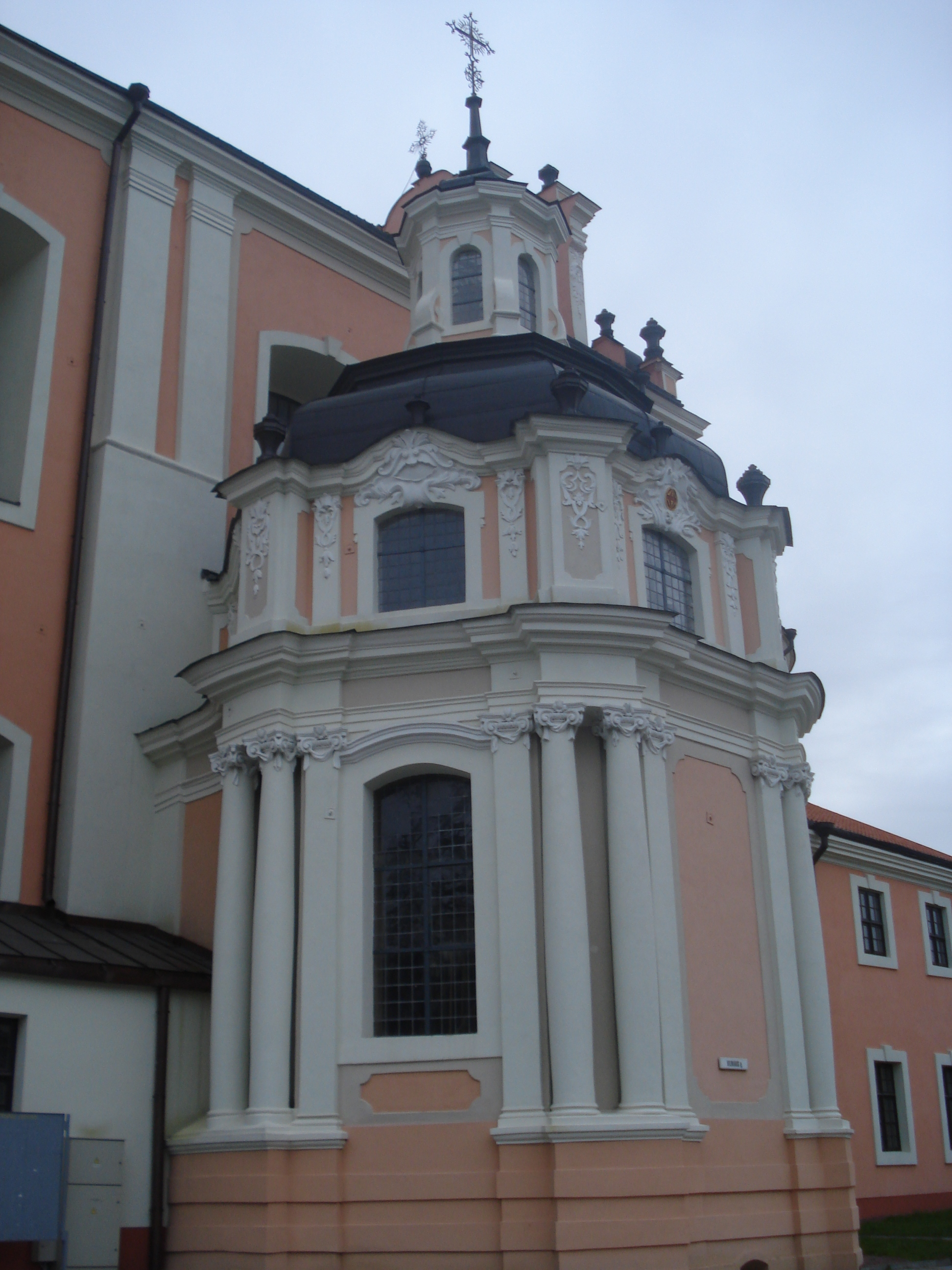
Wilno - Kaplica Opatrzności
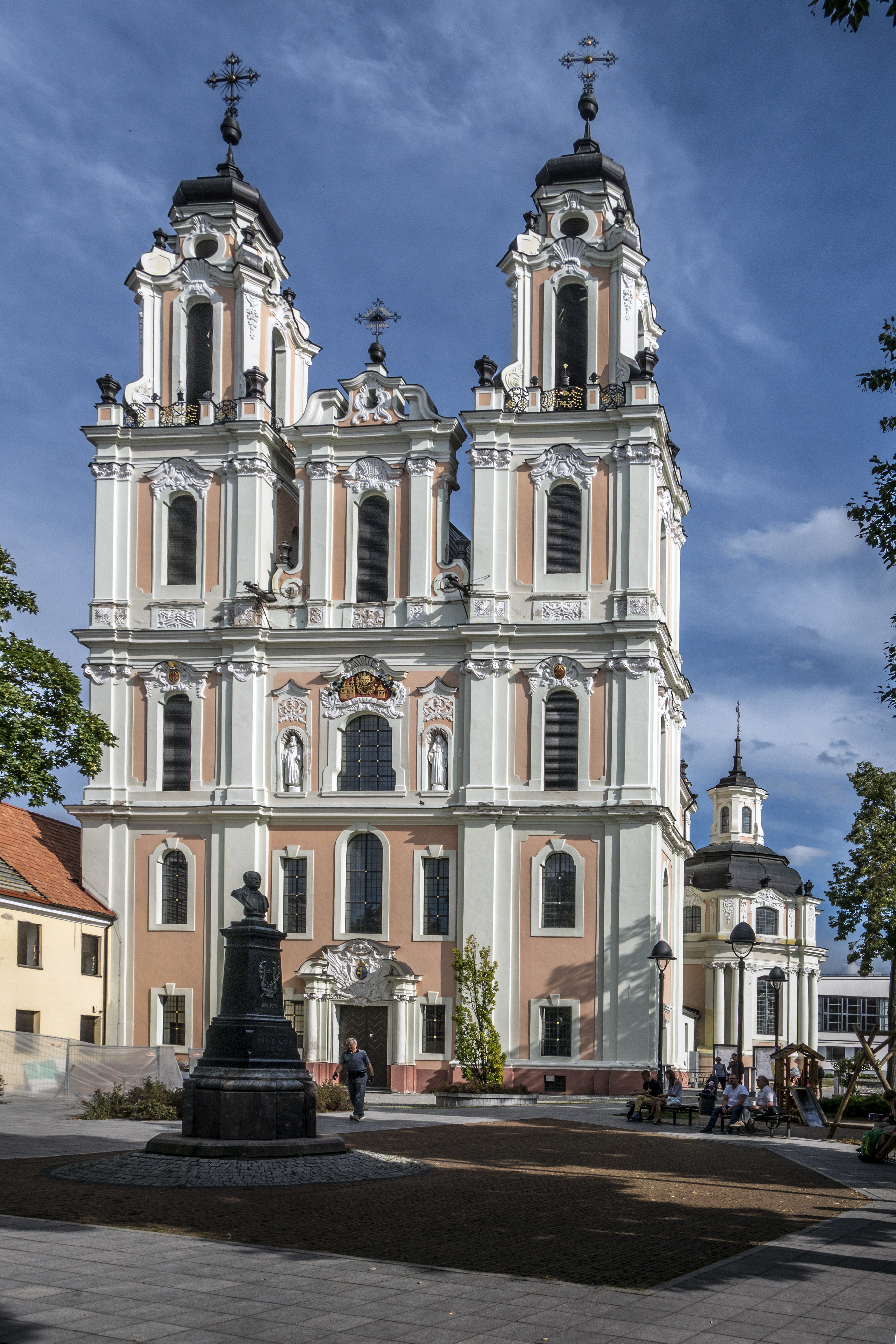
Wilno - kościół św. Katarzyny
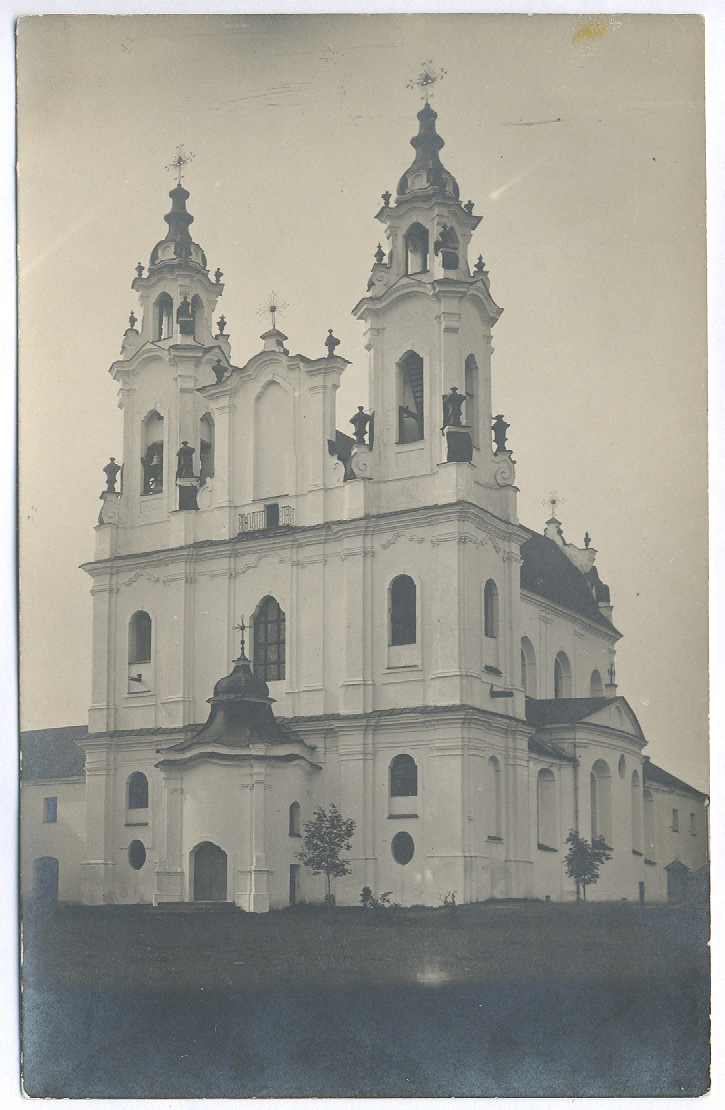
Zabiałły-Wołyńce (bez wież)
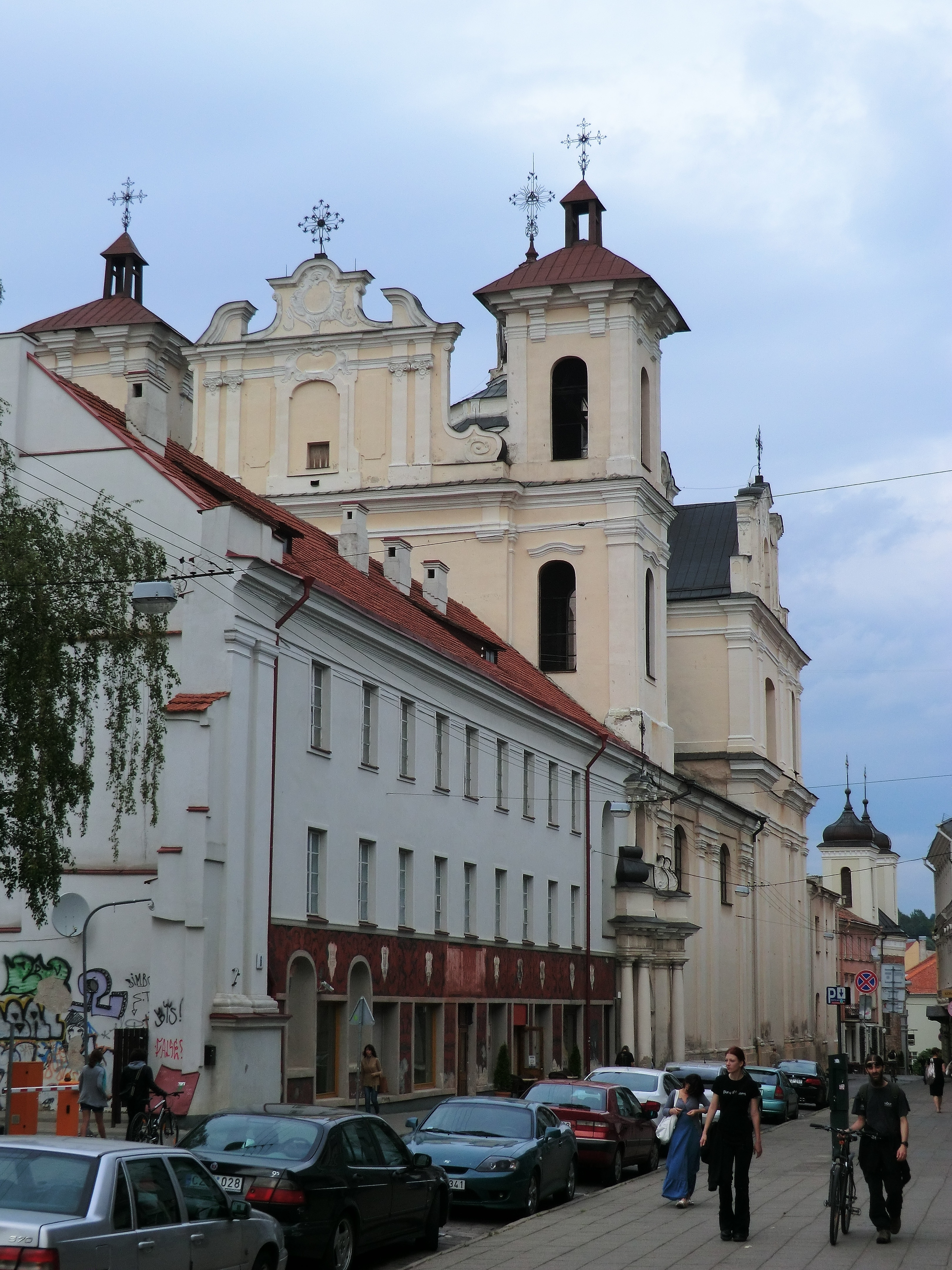
Wilno - kościół św. Ducha
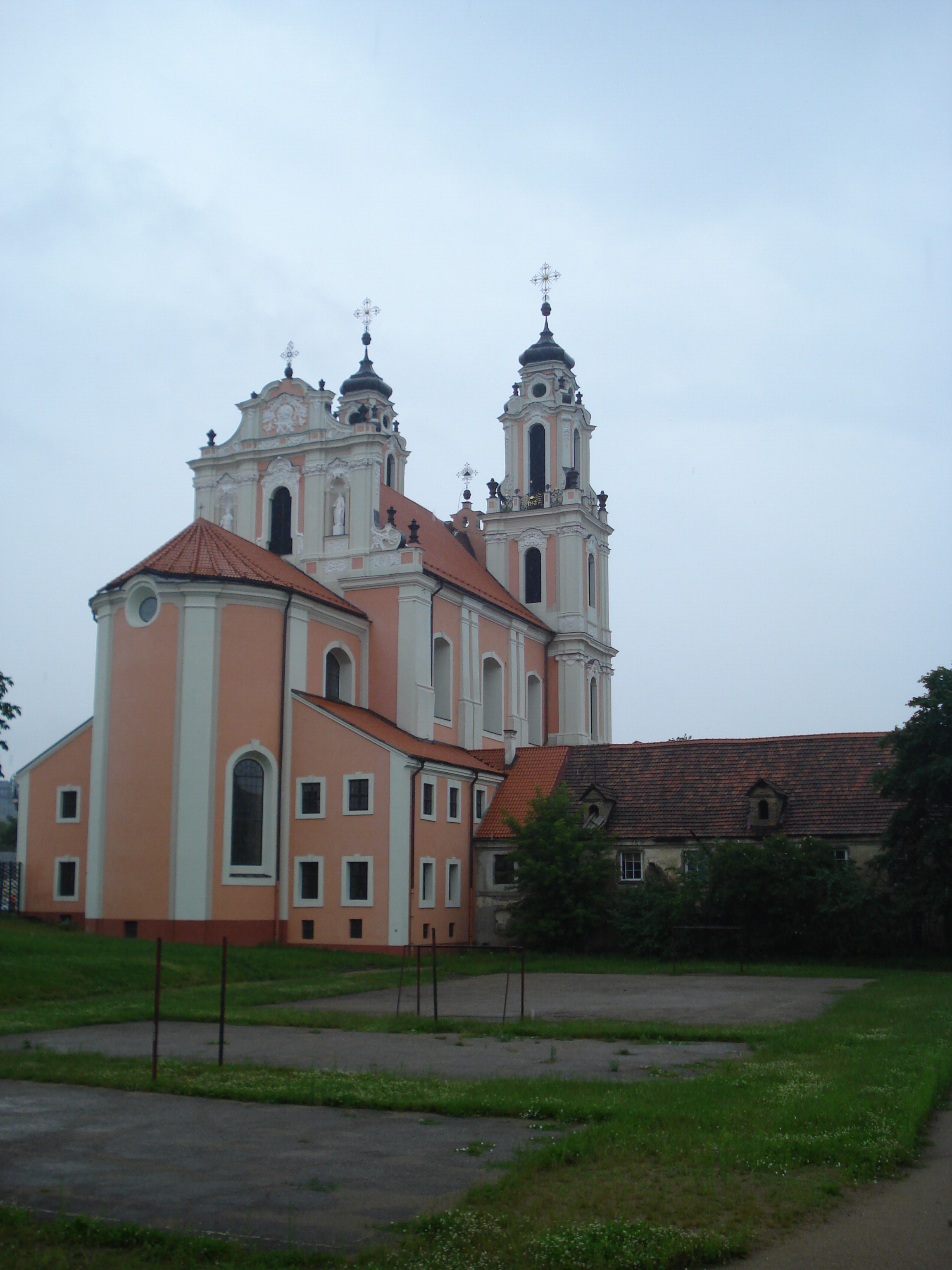
Wilno - szczyt nad prezbiterium kościoła św. Katarzyny
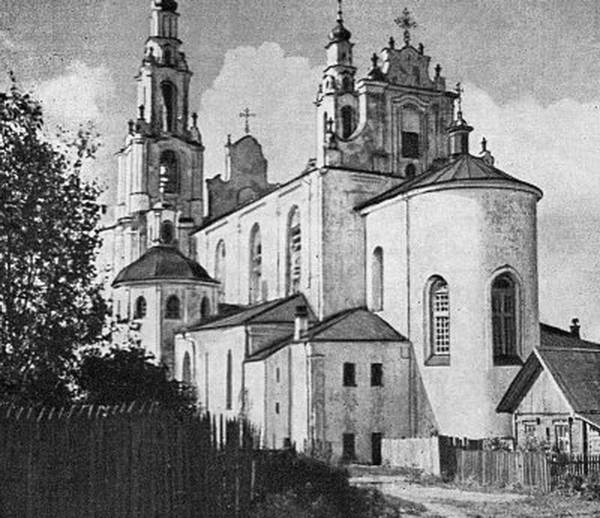
Połock - szczyt nad prezbiterium soboru
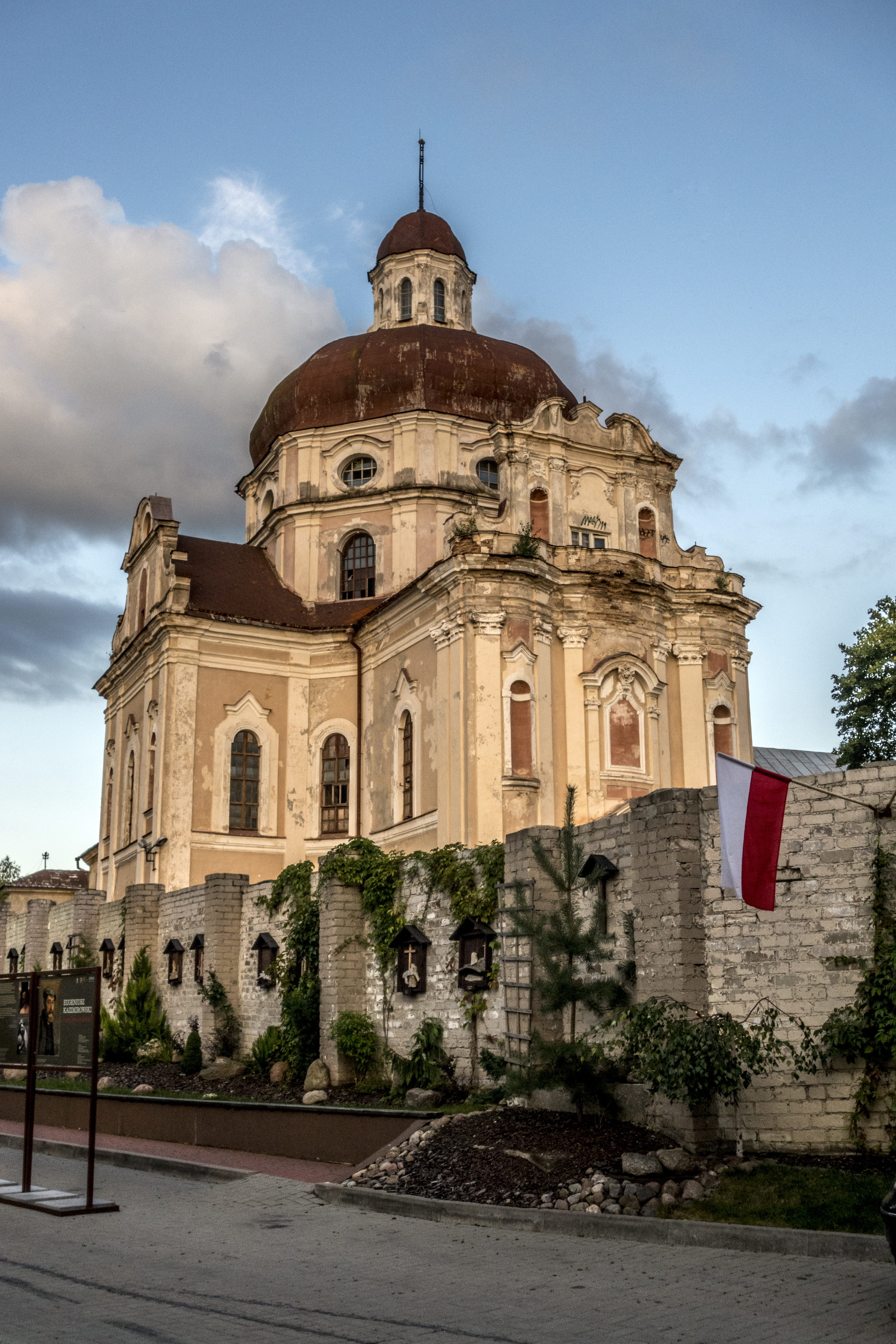
Wilno - kościół Wizytek